# Mediterranea Tour
Mediterranea Tour  è una racconta antologica della cantante italiana Giuni Russo pubblicato il 9 settembre 2005 dall'etichetta NAR.

## Descrizione
L'album, pubblicato Contenente un CD con la ristampa dell'album A casa di Ida Rubinstein, in una versione leggermente rielaborata rispetto all'originale del 1988, e un DVD con la ripresa di un concerto televisivo del 10 settembre 1984, anno del Mediterranea Tour.
Si tratta della prima pubblicazione postuma di Giuni Russo, curata da Maria Antonietta Sisini.
I brani del CD sono in un nuovo missaggio, realizzato da Alberto Boi, che cambia il bilanciamento degli strumenti e reintegra alcune sezioni tagliate dall'album originale. In particolare presentano un minutaggio maggiore i brani: A mezzanotte, La zingara e Nell'orror di notte oscura.

## Tracce

### Mediterranea Tour - 10.09.1984
1. Lettera al governatore della Libia
2. Buenos Aires
3. Good good-bye
4. L'addio
5. Un'estate al mare
6. Mediterranea
7. Limonata cha cha
8. Le contrade di Madrid
9. Babilonia
10. Sere d'agosto

Contenuti Extra
1. La sua figura
2. Diva divina (Videoclip originale 1987, nuovi inserimenti 2005)
3. Una rosa è una rosa
4. Mediterranea (Le stanze della Musica, Tour 2001)
5. Madre Emanuela
6. Nada te turbe (Videoclip 2005 - immagini Giuni 2001)

### A casa di Ida Rubinstein
1. A mezzanotte – 5:36 (Gaetano Donizetti)
2. Malinconia, Ninfa gentile – 3:55 (Vincenzo Bellini)
3. Le crépuscule – 3:13 (Gaetano Donizetti)
4. La zingara – 4:57 (Gaetano Donizetti)
5. Fenesta che lucive – 4:25 (Vincenzo Bellini)
6. Vanne, o rosa fortunata – 3:12 (Vincenzo Bellini)
7. Nell'orror di notte oscura – 4:15 (Giuseppe Verdi)
8. Me voglio fa' na casa – 4:05 (Gaetano Donizetti)

Durata totale: 33:38

## Classifiche
| Settimana | 01 | 02 | 03 | 04 | 05 | 06 |
| Posizione | 2  | 2  | 3  | 4  | 7  | 11 |